# Xerachistus sessilis
Xerachistus sessilis är en tvåvingeart som först beskrevs av Mario Bezzi 1921.  Xerachistus sessilis ingår i släktet Xerachistus och familjen svävflugor. Inga underarter finns listade i Catalogue of Life.